# 베를린 북역
베를린 북역(Berlin Nordbahnhof)역은 베를린 미테구 미테에 있는 철도역이다. 1950년 이전까지는 베를린 슈테틴역(Berlin Stettiner Bahnhof)으로 불렸다. 베를린-슈체친선 개통 당시 슈테틴 방면 열차가 출발하는 지상역으로 개업했으며, 1952년에 지상 장거리역은 폐쇄되었다. 남아 있는 부분은 베를린 남북 S반선의 지하역과 지상 근교선역의 일부이다.

## 역사

### 장거리역

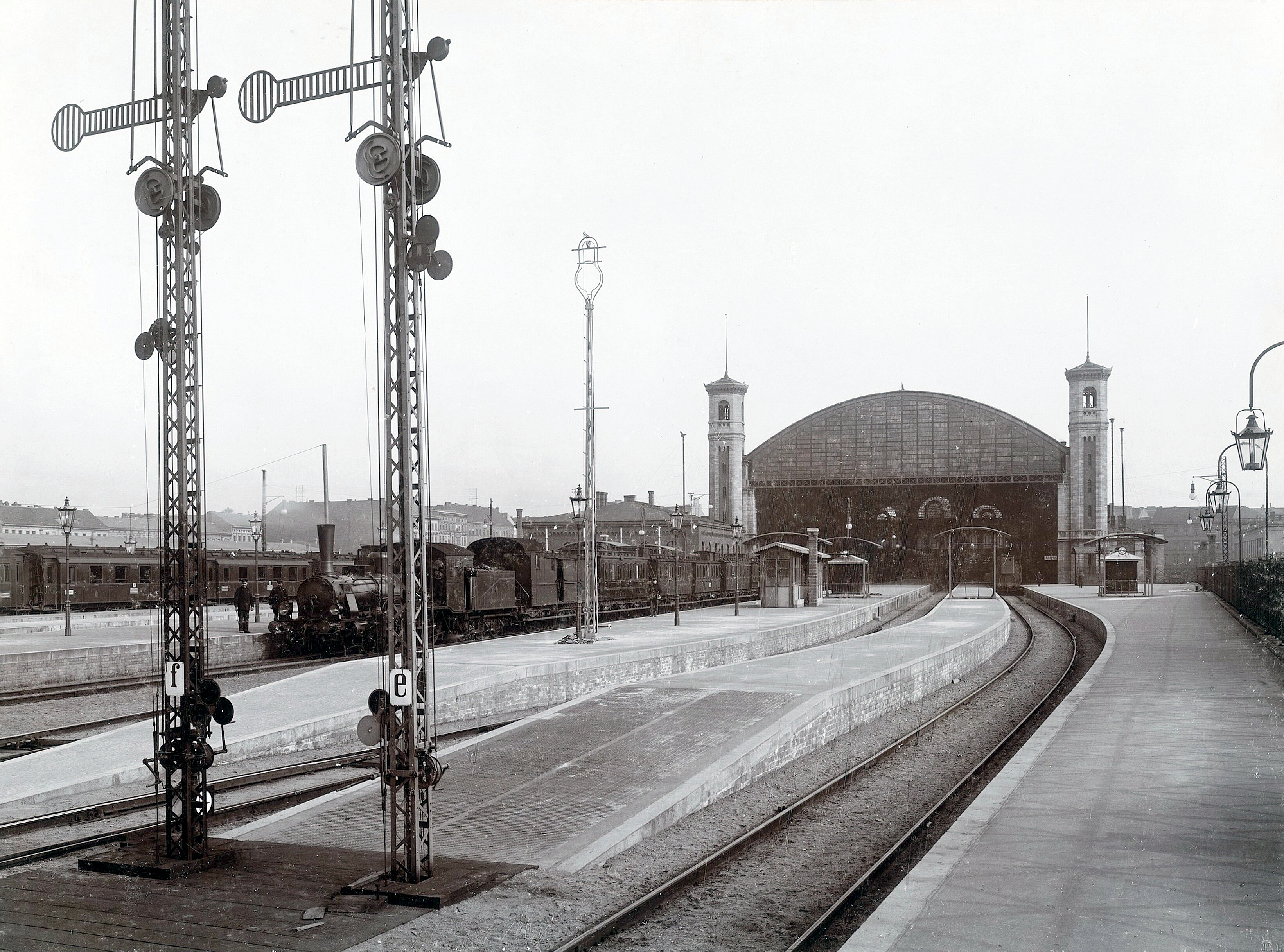
승강장에서 바라본 역사, 1902년

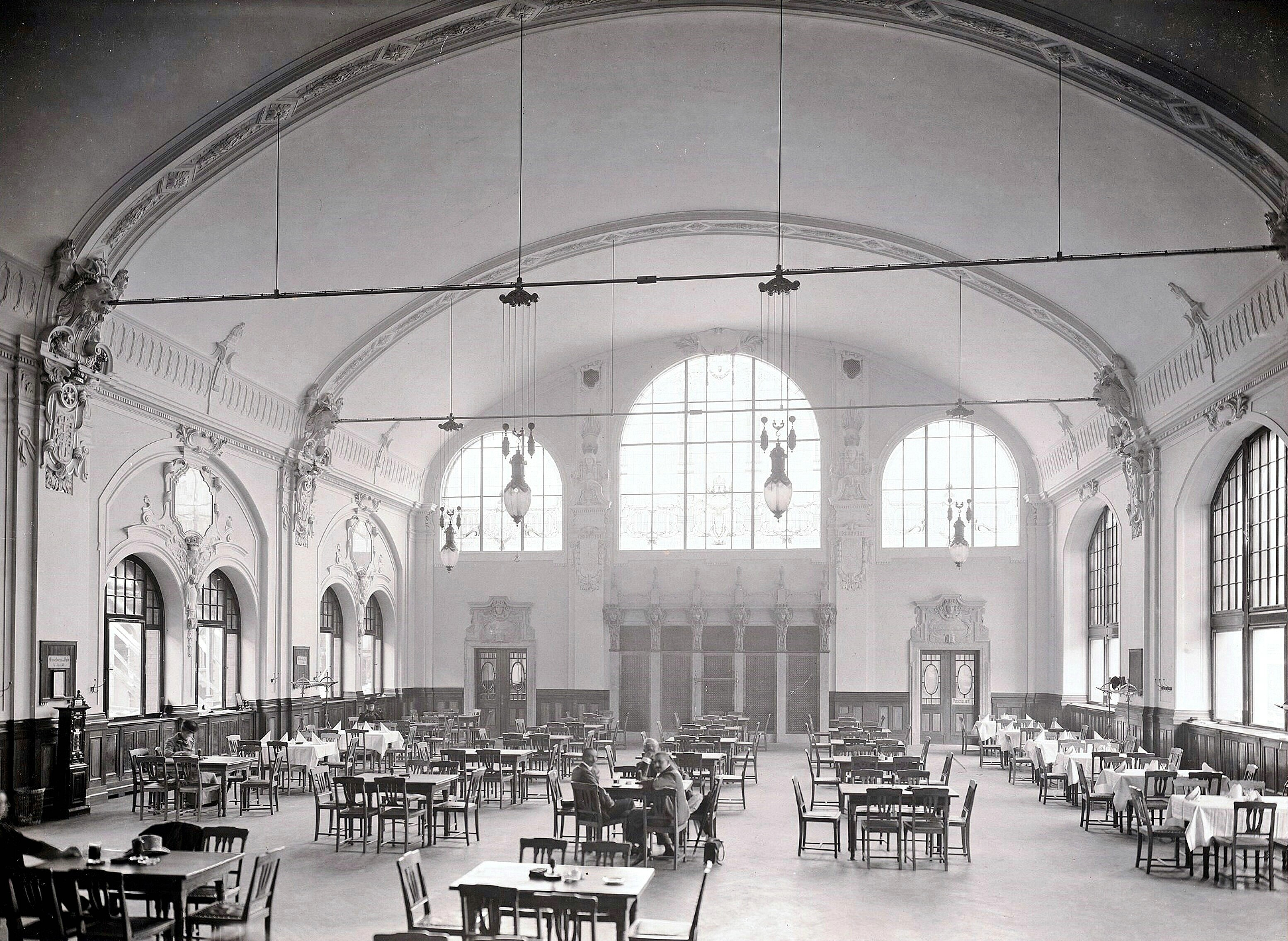
2등 대합실, 1902년

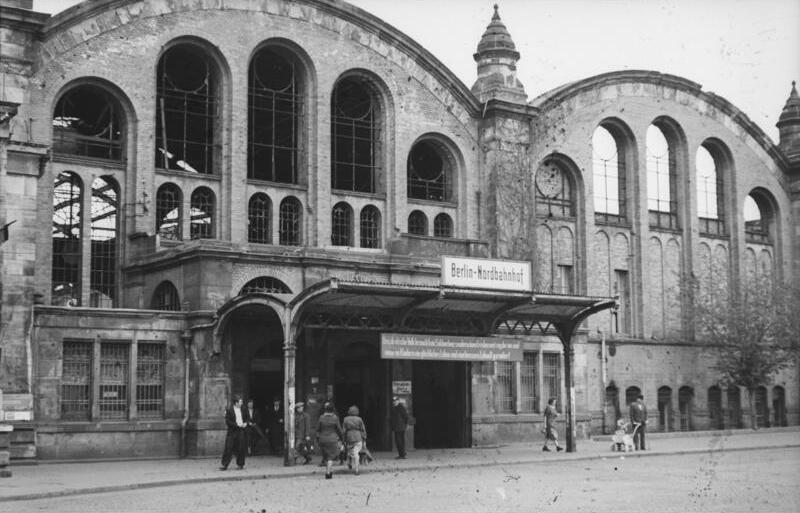
1950년 개명 이후 역 주 출입구, 1952년 4월

1842년 8월 1일에 베를린에서 베르나우, 에베르스발데, 앙거뮌데, 슈테틴을 연결하는 베를린-슈체친선이 개통되었고, 1863년에는 포어포메른 지역으로 향하는 앙거뮌데-슈트랄준트선이 개통했다. 1878년에는 오라니엔부르크, 노이슈트렐리츠, 노이브란덴부르크, 슈트랄준트를 연결하는 베를린 북부선이 개통되었고, 북부선 방면 열차도 슈테틴역에서 출발했다. 1893년에는 크레멘선이 개통되었다.
1851년에 베를린 연결선이 개통했고, 당시 베를린의 다른 종착역인 함부르크역, 포츠담역, 안할트역, 프랑크푸르트역과 철도 차량 교환이 가능해졌다. 시내 도로 교통이 발달하면서 1871년에 연결선이 폐쇄되었다. 이때부터 슈테틴역의 교통 수요를 감당하기 위한 증축 공사가 시작되었다. 1876년 말에 역 신축 공사 허가가 내려졌다. 역사 설계는 테오도어 아우구스트 슈타인(Theodor August Stein)이 담당했다. 1877년 12월 1일부터 베를린 북부선의 열차를 취급하기 시작했다. 역사 높이를 높이면서 1896년에는 역 선로를 가로지르는 보행자 터널이 개통했다.

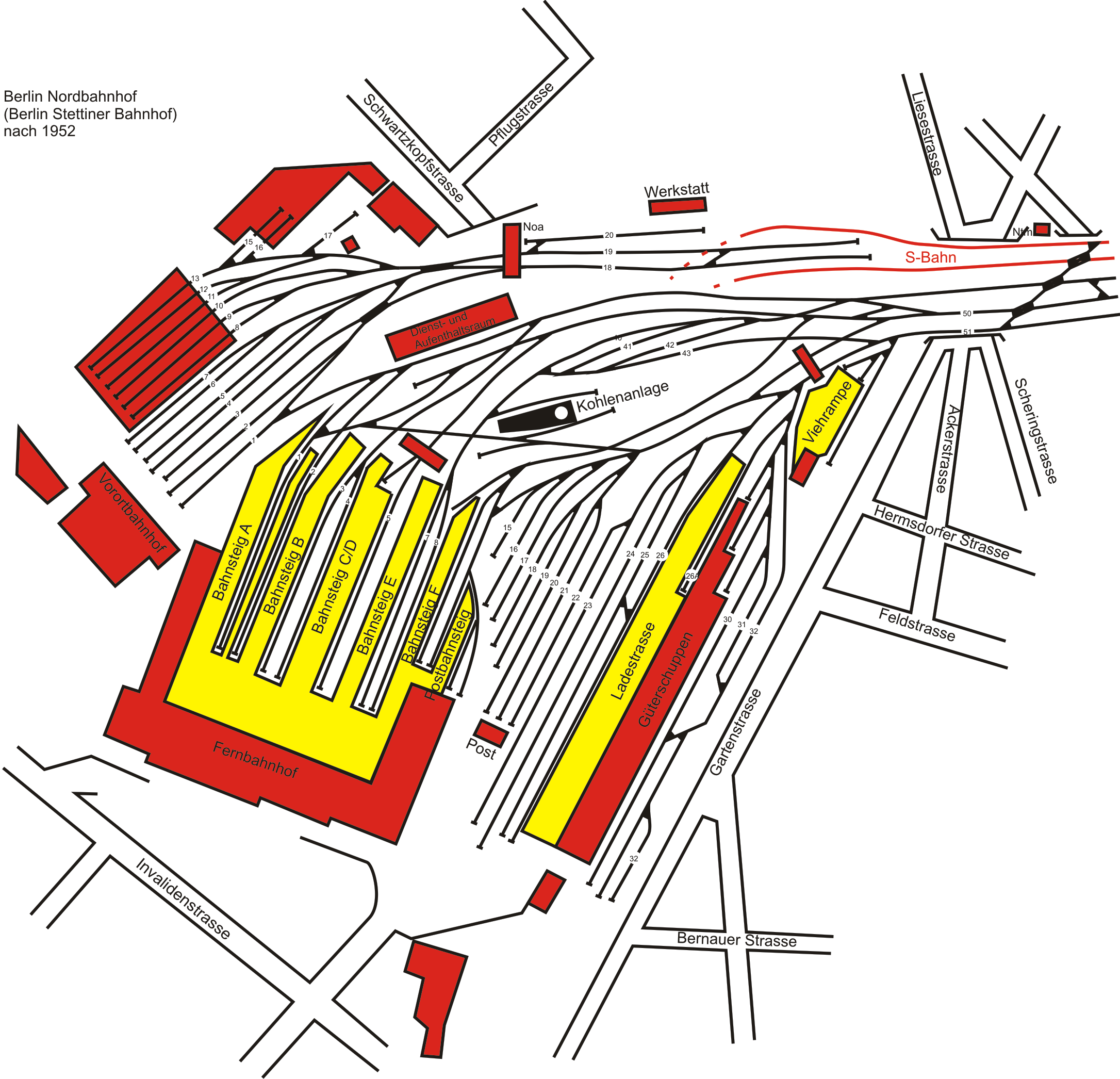
폐역 직적인 1952년 선로 배치

1903년에는 장거리 열차용으로 역사 동쪽 끝에 작은 대합실 3개가 증축되었다. 1914년 슈테틴역에서는 슈트랄준트, 슈테틴 경유 단치히, 로스토크 방면으로의 급행 여객 열차가 운행했다. 당시 슈테틴으로 향하는 최속달 열차의 운행 시간은 2시간이었다. 슈테틴역에서 로스토크 방면으로 향하는 철도 노선은 바르네뮌데-게드세르 철도연락선과 연계되어 코펜하겐까지 연결되었다.
제2차 세계 대전 당시 연합군의 베를린 폭격으로 역 대부분이 파괴되었다. 종전 이후 동독에서는 오데르-나이세선을 인정하면서 전쟁 이후 폴란드령이 된 슈테틴이라는 이름의 사용을 줄이려고 했으며, 1950년 12월 1일 북역으로 개칭되었다. 그 이전에는 이 역 동쪽에 있었던 베를린 북부선의 화물역이 베를린 북역으로 불렸고, 같은 시기에 에베르스발더 슈트라세역으로 개칭되었다. 슐레지엔역 역시 동역으로 개칭되었다.
1952년 5월 18일에 전쟁으로 인한 손상 및 노선 구조로 인하여 장거리역이 폐쇄되었다. 동베를린에 있는 베를린 북역에서 출발하는 슈체친선 열차는 서베를린에 있었던 게준트브루넨역으로 연결되었고, 이후에 동베를린의 팡코 방면으로 진행했다. 장거리역 폐쇄 이후 1952년 6월 1일부터 서베를린 시민의 동베를린 자유 통행이 제한되었다. 3년 후부터 철거 작업이 시작되었고 1962년이 되어서야 철거가 완료되었다.

### 근교선역

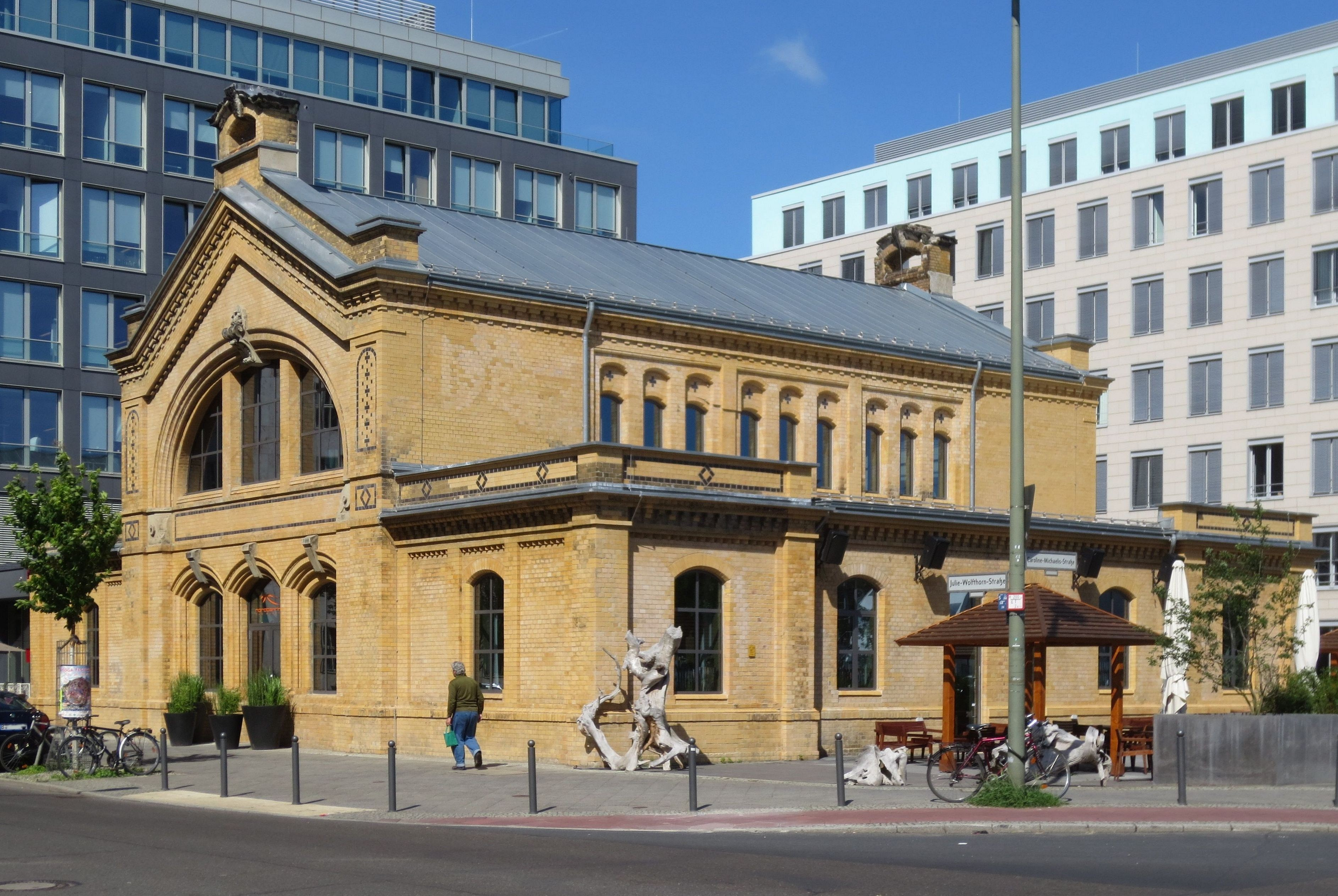
근교선역 대합실

1897년부터 게준트브루넨을 경유하여 팡코까지 근교선 열차가 운행했다. 슈테틴역 장거리역의 대형 대합실 서쪽에 소형 대합실이 건설되었고, 이 부분은 슈테틴 근교선역(Stettiner Vorortbahnhof)으로 불렸다. 역사 설계는 아르민 베크너(Armin Wegner)가 담당했다. 1924년 8월 8일부터 베르나우 방면 전동차 운행이 시작되었다.
베를린 남북 S반선 개통 이후인 1936년 7월 27일에 근교선역은 기능을 상실하여 폐쇄되었다. 근교선역 지상 대합실 건물은 제2차 세계 대전으로 파괴되었고 동독 시기에 복구되지 않고 방치되었다. 2011년에 개보수공사가 진행되어 근처에 있는 건물인 Nordbahnoffices에 통합되었다. 근교선역 대합실은 행사 목적으로 사용된다.

### 지하 S반역

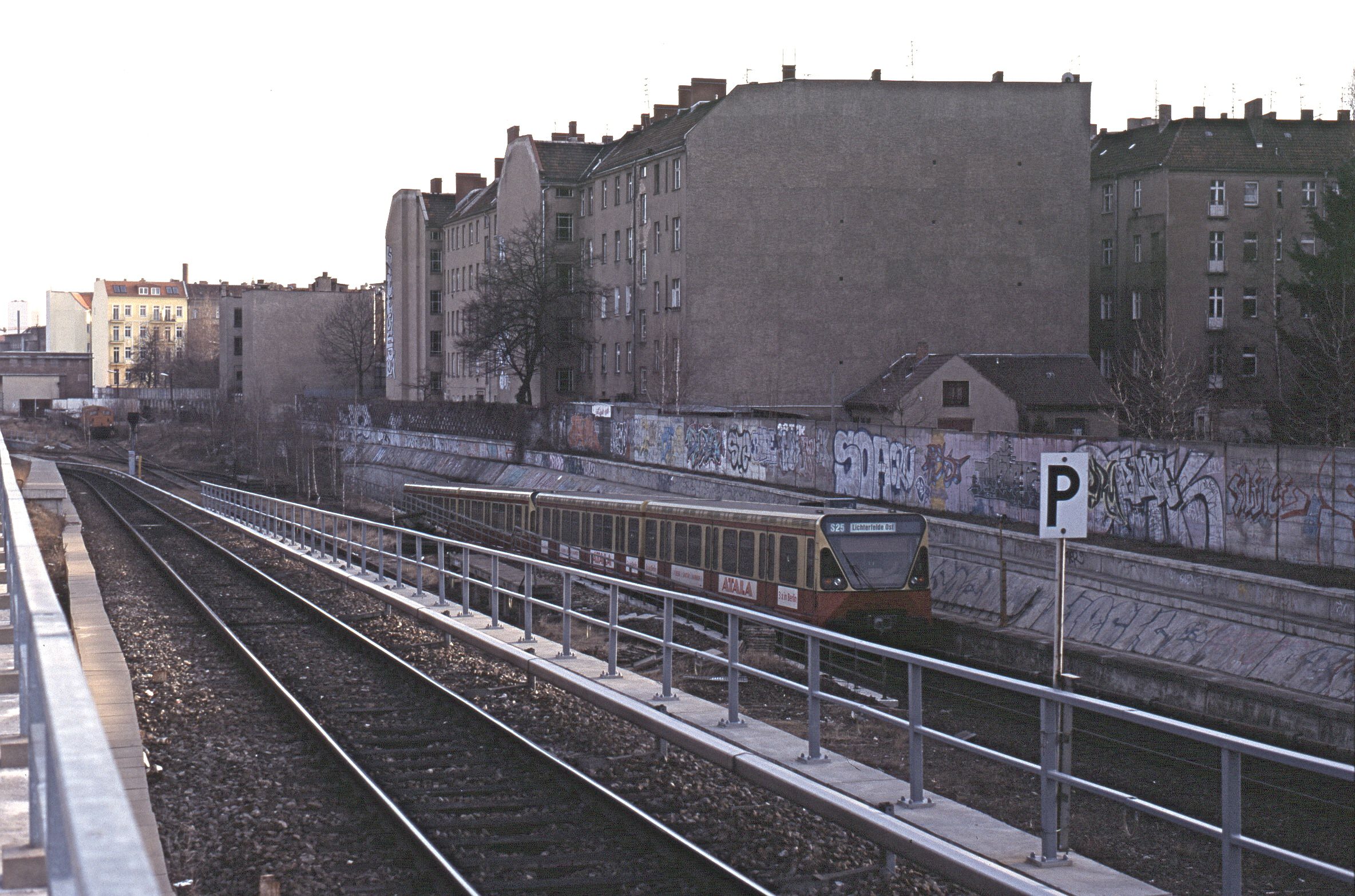
베를린 남북 S반선으로 진행하는 DB 480 열차, 1997년

새로운 지하 S반역은 장거리역 동쪽에 건설되었다. 지하 역사는 귄터 뤼티히(Günther Lüttich)가 설계했다. 베를린 남북 S반선의 최북단 지하역이며, 인발리덴슈트라세(Invalidenstraße) 도로 상으로 별도의 지하역 대합실이 건설되었다. 가르텐슈트라세(Gartenstraße) 방면으로 출입구 건물이 건설되었다.
장거리 열차와의 환승 및 영업상의 이유(지상 S반 기지와의 연결 및 터널 북쪽 끝에 위치)로 인하여 지하역 승강장은 2면 4선으로 건설되었다. 역 남쪽과 북쪽으로 각각 인상선이 1선씩 설치되었다. 북쪽 인상선은 S반 기지와 평면 교차 없이 연결되었다. 승강장 길이는 157 m, 폭은 10.5 m이다. 지하역 건설 당시에는 장거리역 승강장으로의 통로가 있었다.
지하역 구조물은 옹벽으로 지지된다. 외벽은 아이보리색 타일로 마감되었으며, 천장 구조물은 빨간색 골격이 3열로 설치된 기둥으로 지탱되는 형태이다. 기둥 중 2열은 각각 승강장에, 나머지 1열은 내선 선로 사이에 설치되어 있다. 기둥에도 역사 외벽과 같은 색의 타일이 부착되어 있으며, 각각 기둥과 천장 및 지상이 만나는 부분은 다른 색으로 강조되어 있다. 나치 시기 초기에 설계되었지만 근대 건축 양식을 따르고 있다.
제2차 세계 대전 후반부인 1945년 4월 21일 영업이 중단되었다. 1945년 5월 2일 란트베어 운하 아래의 남북 S반선 터널 폭파로 침수되었다. 1946년 1월 31일에 완전히 복구되기 전까지 S반 열차는 지상 장거리역에서 종착했다.
지하역은 베를린 장벽 건설로 인하여 유령역이 되었다. 열차는 무정차 통과했지만, 이 역에 위치해 있었던 S반 기지(Bw Nob)는 동베를린 영토에 있음에도 불구하고 서베를린을 운행하는 열차가 배속되어 있었다.

## 재통일 이후
1990년 9월 1일 S반역이 재개통된 이후 남북 S반선 터널이 개보수공사로 인해서 다시 폐쇄되었다. 1년 반 동안의 공사 끝에 터널 구간과 지하역이 1992년 3월 1일에 영업을 다시 시작했다. 과거에 폐쇄되었던 출입구도 재개통되었다. 원형을 보존하는 방향으로 개보수되었고 엘리베이터 홀 및 자전거 주차장이 설치되었다. 2006년 5월에는 과거에 임시 열차 승강장으로 연결되었던 북부 출입구 앞으로 노면 전차 승강장이 재개통되었다.
2005년부터 과거 슈테틴 근교선역 부지에 슈테티너 카레(Stettiner Carré) 사무실 건물이 건축되었고, 도이체반 인원 2000여명이 입주했다. 2011년에는 노르트반호프 카레(Nordbahnhof Carré) 건물이 추가로 건축되어 1300여명이 입주했다.
2016년 8월부터 1인 승무용 ZAT-FM이 도입되었다. 역 부지 북쪽에 있었던 과거 Ntm 신호소 건물은 2018년 6월에 철거되었다. S반 승강장 북쪽에는 베를린 분단기의 U반과 S반역에 대한 자료가 전시되어 있다.

## 인접 철도역
베를린 버스 247, N40번, 베를린 노면전차 M8, M10, 12번과 환승 가능하다.
| 베를린 S반                           | 베를린 S반 | 베를린 S반                               |
| ------------------------------------ | ---------- | ---------------------------------------- |
| 훔볼트하인 오라니엔부르크 방면       | S1         | 오라니엔부르거 슈트라세 반제 방면        |
| 훔볼트하인 베르나우 바이 베를린 방면 | S2         | 오라니엔부르거 슈트라세 블랑켄펠데 방면  |
| 훔볼트하인 헤니히스도르프 방면       | S25        | 오라니엔부르거 슈트라세 텔토 슈타트 방면 |
| 훔볼트하인 블랑켄부르크 방면         | S26        | 오라니엔부르거 슈트라세 텔토 슈타트 방면 |

## 참고 문헌 및 매체
- Architekten- und Ingenieur-Verein zu Berlin (Hrsg.): Anlagen für den Verkehr, Teil 2, Fernverkehr. (= Berlin und seine Bauten, Teil X, Band B.) Ernst & Sohn, Berlin 1984, ISBN 3-433-00945-7.
- Carl Bathmann: Die Entwicklung der Eisenbahnanlagen im Norden von Berlin seit dem Jahre 1890. In: Zeitschrift für Bauwesen, 53. Jg. 1903, Sp. 283–290, Sp. 479–496 (sowie Tafeln 33–40 im Atlas zur Zeitschrift für Bauwesen) (Digitalisat bei der Zentral- und Landesbibliothek Berlin)
- Carl Cornelius: Um- und Erweiterungsbau des Empfangsgebäudes auf dem Stettiner Bahnhof in Berlin. In: Zeitschrift für Bauwesen, 54. Jg. 1904, Sp. 213–224 (und Tafeln 21–23 im Atlas zur Zeitschrift für Bauwesen) (Digitalisat bei der Zentral- und Landesbibliothek Berlin)
- Günther Lüttich: Neubauten der Reichsbahn am Stettiner Bahnhof in Berlin. In: Zentralblatt der Bauverwaltung, 57. Jg. 1937, S. 805–811. (vgl. 베를린 유산 목록의 항목)
- Jürgen Meyer-Kronthaler, Wolfgang Kramer: Berlins S-Bahnhöfe. Ein dreiviertel Jahrhundert. Berlin / Brandenburg 1999, ISBN 3-930863-60-X, S. 198 und 294–295.
- Geheimnisvolle Orte – Der Nordbahnhof. Reisetempel und Geisterstation. Dokumentarfilm, Deutschland, 2019, 44:14 min, Buch und Regie: Lutz Rentner, Kamera: Michael Schmidt, Produktion: Noahfilm, rbb, Reihe: Geheimnisvolle Orte, Erstsendung: 12. November 2019 bei rbb Fernsehen, Inhaltsangabe von rbb.